# Ranu Bedali
Ranu Bedali är en sjö i Indonesien.   Den ligger i provinsen Jawa Timur, i den västra delen av landet, 700 km öster om huvudstaden Jakarta. Ranu Bedali ligger 181 meter över havet. Den ligger vid sjön Ranu Yoso.I omgivningarna runt Ranu Bedali växer i huvudsak städsegrön lövskog.